# 8 Dywizja Strzelców
8 Dywizja Strzelców – związek taktyczny piechoty Armii Czerwonej okresu wojny domowej w Rosji i wojny polsko-bolszewickiej.

## Formowanie i walki
Sformowana jesienią 1918.
14 maja 1920 wojska Frontu Zachodniego Michaiła Tuchaczewskiego przeszły do ofensywy. Wykonująca uderzenie pomocnicze 16 Armia przystąpiła do forsowania Berezyny poniżej Borysowa. Nocą z 18 na 19 maja 8 Dywizja Strzelców sforsowała Berezynę. Jej 22 i 23 Brygada Strzelców przystąpiły do natarcia na Ihumień.
1 sierpnia 1920 dywizja liczyła w stanie bojowym 6130 żołnierzy z tego piechoty 4777. Na uzbrojeniu posiadała 77 ciężkich karabinów maszynowych i 26 dział. 
W dniu 3 sierpnia 1920 roku dywizja dotarła pod Białą Podlaską. Przez pewien czas operowała na Podlasiu, m.in. na ziemi siedleckiej.
17 sierpnia 1920 roku została pokonana przez oddziały ze składu polskiej 21 Dywizję Piechoty Górskiej, wskutek czego musiała opuścić zdobyte wcześniej Łuków oraz Siedlce.

## Struktura organizacyjna
Skład w sierpniu 1920:
- 22 Brygada Strzelców
  - 64 pułk piechoty
  - 65 pułk piechoty
  - 66 pułk piechoty
- 23 Brygada Strzelców
  - 67 pułk piechoty
  - 68 pułk piechoty
  - 69 pułk piechoty
- 24 Brygada Strzelców
  - 70 pułk piechoty
  - 71 pułk piechoty
  - 72 pułk piechoty

## Dowódcy dywizji[5]
- Jemieljan Jakimow - 24 września 1918 - 6 września 1919
- Aleksandr Sołoduchin - 6 września 1919 - 1 października 1919
- Władimir Smirnow - 1 października 1919 - 7 lutego 1920
- Szebalin - 7 lutego 1920 - 2 maja 1920
- p.o. Andriej Riabinin - 2 maja 1920 - 16 sierpnia 1920  (zginął pod Drohiczynem)
- p. o. Siergiej Gribow - 27 sierpnia 1920 - 3 września 1920
- Wasilij Mordwinow - 3 września 1920 - sierpień 1922